# Ghețarul Siachen
Ghețarul Siachen este un ghețar situat în estul lanțului muntos Karakorum din Himalaya, la nord-est de punctul NJ9842⁠(d), unde se termină Linia de Control dintre India și Pakistan, în nord-estul Kashmirului. Cu o lungime de 76 km, este cel mai lung ghețar din Karakorum și al doilea ca lungime din zonele nepolare ale lumii⁠(d). El curge de la o altitudine de 5.753 m deasupra nivelului mării la vârful său din Pasul Indira⁠(d), la granița dintre India și China, până la 3.620 m la frontul⁠(d) său. Întregul ghețar Siachen, cu toate trecătorile principale, se află sub administrația Indiei, ca parte a teritoriului unional Ladakh, din 1984⁠(d). Pakistanul revendică teritoriul pe care se află ghețarul Siachen și controlează regiunea de la vest de creasta Saltoro⁠(d), situată la vest de ghețar posturi pakistaneze fiind situate la 1 km mai jos de cele peste 100 de posturi indiene de pe creastă.
Ghețarul Siachen se află imediat la sud de marea cumpănă a apelor care separă Placa Eurasiatică de Subcontinentul Indian, în porțiunea plină de ghețari a Karakorumului, numită uneori „al treilea pol⁠(d)”. Ghețarul se află între creasta Saltoro, aflată imediat la vest, și lanțul muntos Karakorum, la est. Creasta Saltoro își are originea la nord de vârful Sia Kangri⁠(d), la granița cu China, în lanțul muntos Karakorum. Altitudinile creastei Saltoro variază între 5.450 m și 7.720 m. Principalele trecători de pe această creastă sunt, de la nord la sud, Sia La⁠(d) la 5.589 m, Bilafond La⁠(d) la 5.450 m, și Gyong La⁠(d) la 5.689 m. Cantitatea medie de zăpadă căzută iarna depășește 1.000 cm și temperaturile pot scădea până la −50 °C (−58 °F). Cu toți ghețarii afluenți, sistemul ghețarului Siachen acoperă aproximativ 700 km².

## Etimologie

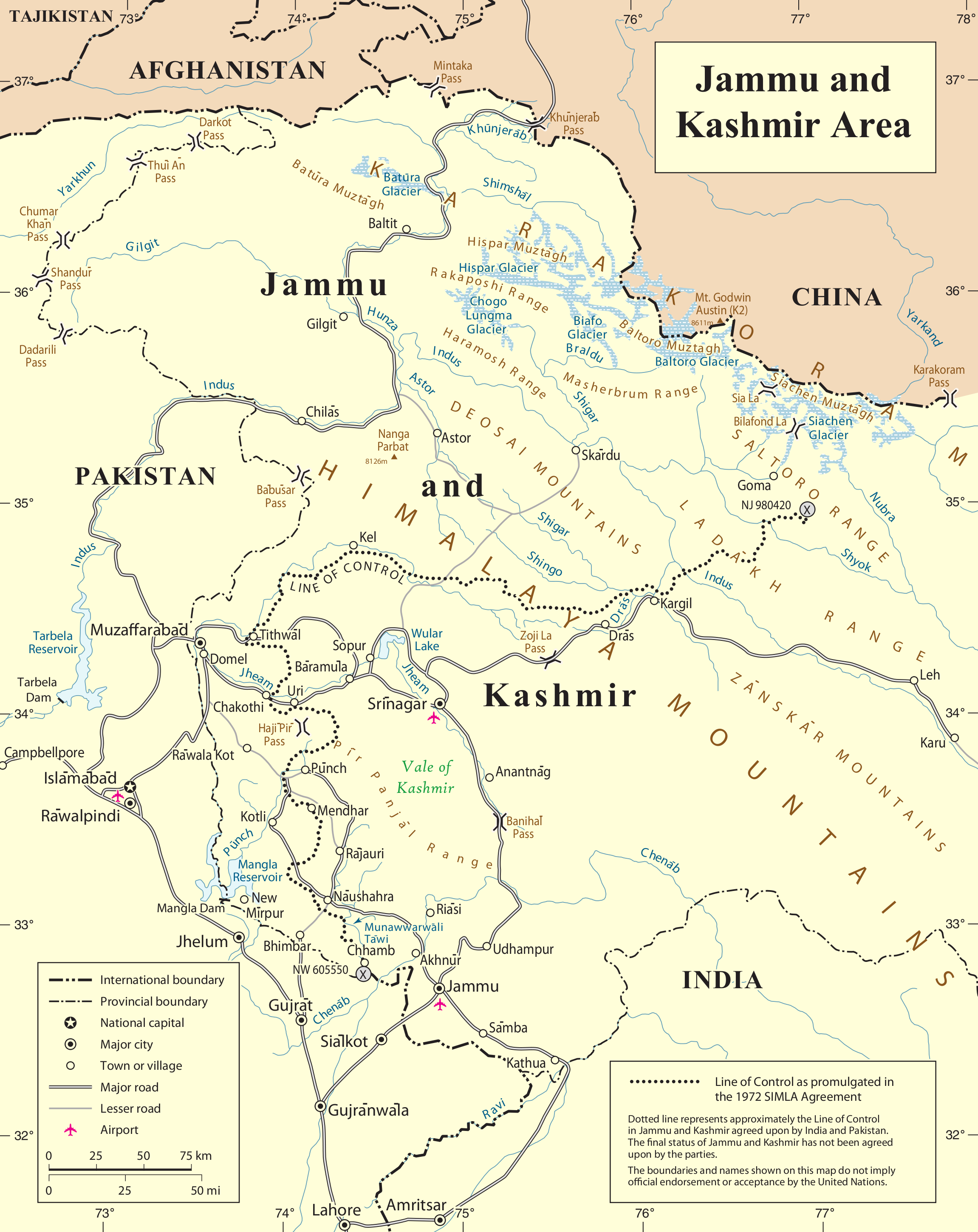
Hartă ONU a Liniei de Control din Kashmir, care se termină în punctul NJ980420

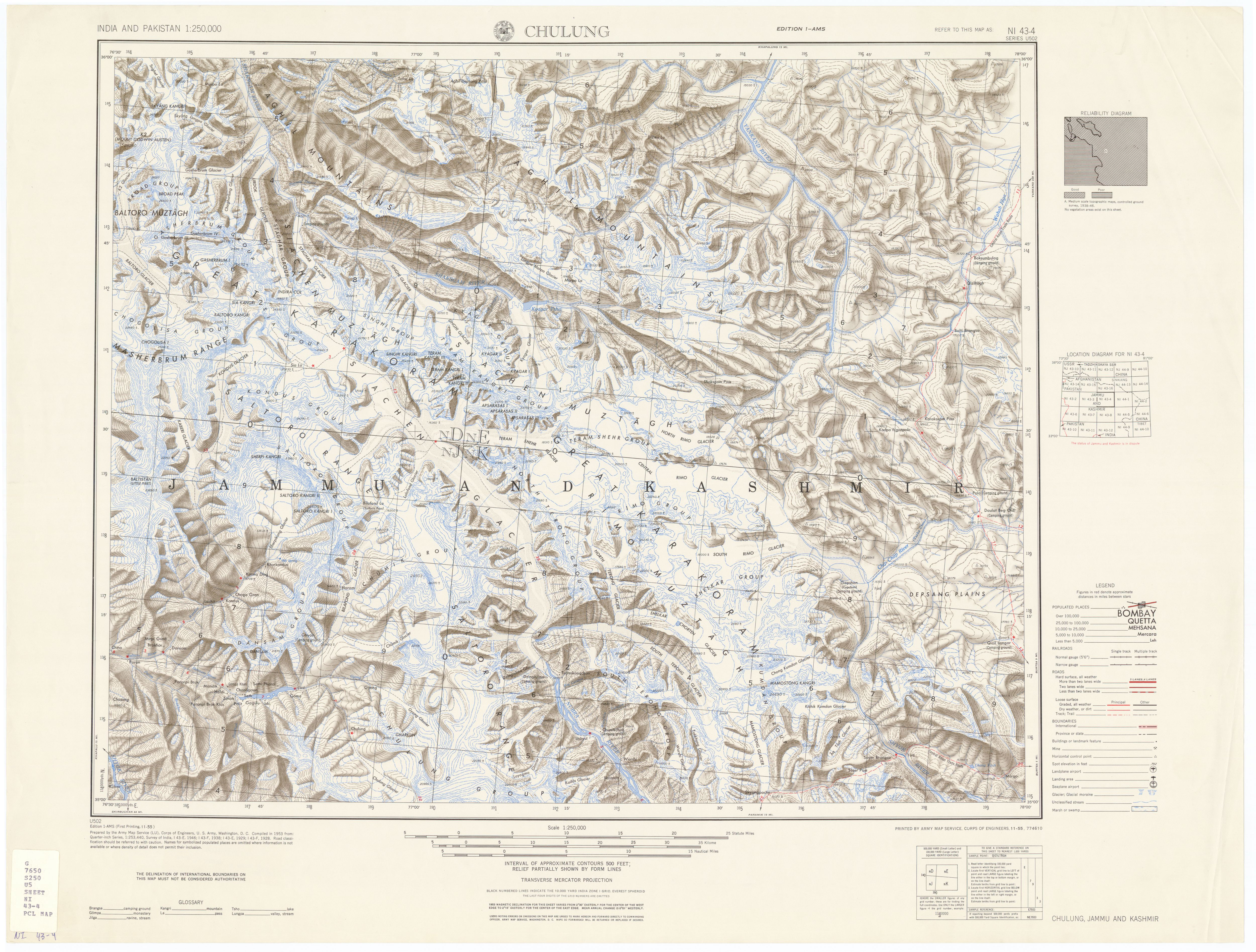
Hartă istorică care include ghețarul Siachen (1953)

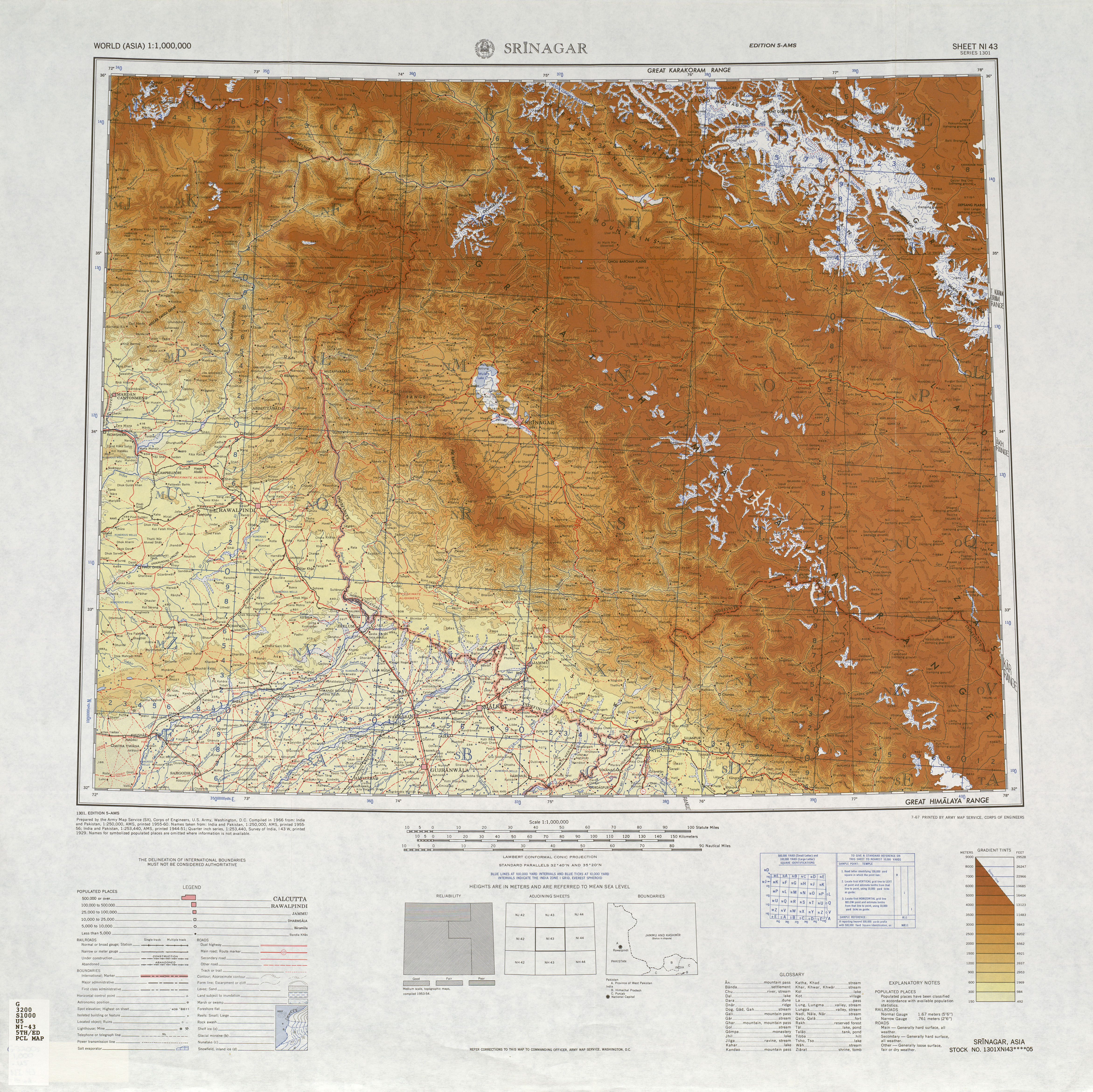
Hartă istorică care include ghețarul Siachen (1966)

Cuvântul „sia” în limba balti⁠(d) se referă la o plantă din familia trandafirilor, răspândită pe scară largă în regiune. „Chen” se referă la orice obiect găsit în abundență. Astfel, numele „Siachen” ar însemna un „ținut cu trandafiri”. Numele ghețarului în sine este atribuită lui Tom Longstaff⁠(d).

## Disputa
Atât India cât și Pakistanul revendică suveranitatea⁠(d) asupra întregii regiuni Siachen. În iunie 1958, prima expediție a Cadastrului geologic al Indiei⁠(d) a ajuns la ghețarul Siachen. A fost primul studiu oficial indian al ghețarului Siachen efectuat după 1947 care a fost efectuat pentru a comemora Anul Internațional al Geofizicii⁠(d) din 1958. Studiul a cuprins included cercetarea cadastrală a cinci ghețari, anume Siachen, Mamostong⁠(d), Chong Kumdan⁠(d), Kichik Kumdan și Aktash din regiunea Ladakh. Expediția a atribuit ghețarului Siachen numărul 5Q 131 05 084. Multe din hărțile americane și pakistaneze din deceniile anilor 1970 și 1980 au o linie punctată care duce de la NJ9842⁠(d) (cel mai nordic punct demarcat al liniei de încetare a focului între India și Pakistan, denumită Linia de control) până la Pasul Karakorum⁠(d), ceea ce India consideră a fi o eroare cartografică ce contravine acordului de la Simla⁠(d). În 1984, India a lansat Operațiunea Meghdoot⁠(d), o operațiune militară care a adus Indiei controlul asupra ghețarului Siachen, inclusiv afluenților lui. Între 1984 and 1999, au avut loc ciocniri frecvente între India și Pakistan. Trupele indiene au împiedicat prin Operațiunea Meghdoot operațiunea pakistaneză Ababeel, care, o zi mai târziu, ar fi ocupat mare parte a înălțimilor dominante de pe Creasta Saltoro⁠(d) de la vest de ghețarul Siachen. Mai mulți soldați au murit însă din cauza condițiilor meteo grele decât în urma luptelor. Pakistanul a pierdut 353 de soldați în diferite operațiuni între 2003 și 2010 în jurul Siachenului, inclusiv 140 de pakistanezi uciși în avalanșa din Sectorul Gayari din 2012⁠(d). Din ianuarie 2012 până în iulie 2015, 33 de soldați indieni au murit din cauza vremii extreme. În decembrie 2015, ministrul federal de stat pentru apărare al Indiei Rao Inderjit Singh⁠(d) a afirmat într-un răspuns scris adresat legislativului Lok Sabha⁠(d) că în total 869 de militari au murit pe ghețarul Siachen din cauza condițiilor climatice și de mediu și din cauza altor factori din data lansării Operațiunii Meghdoot în 1984. În februarie 2016, ministrul indian al apărării Manohar Parrikar⁠(d) a afirmat că India nu va evacua Siachenul, întrucât există un deficit de încredere în relația cu Pakistanul, și a afirmat că 915 oameni au murit în Siachen de la Operațiunea Meghdoot din 1984. Conform cifrelor oficiale, doar 220 de soldați indieni au murit în lupte cu inamicul din 1984 în zona Siachen. Atât India cât și Pakistanul continuă să desfășoare mii de soldați în vecinătatea Siachenului, și încercările de demilitarizare a regiunii nu au avut succes. Până în 1984, niciuna din țări nu avea forțe militare în zonă.
În afară de prezența militară indiană și pakistaneză, regiunea ghețarului este nepopulată. Cea mai apropiată așezare civilă este satul Warshi, aflat la 16 km în aval de tabăra de bază indiană. Și acea regiune este extrem de izolată, cu conectivitate rutieră limitată. Pe partea indiană, drumurile merg doar până la tabăra militară de la Dzingrulma, la 72 km de frontul ghețarului. Armata Indiană a dezvoltat diferite mijloace de a ajunge în regiunea Siachen, inclusiv ruta Manali⁠(d)-Leh-Khardung La-Siachen, În 2012, șeful statului major al Armatei Indiene⁠(d), generalul Bikram Singh⁠(d), a afirmat că Armata Indiană trebuie să rămână în regiune din rațiuni strategice, dar și pentru că „s-a vărsat mult sânge” de către personalul militar indian pentru Siachen. Pozițiile prezente, relativ stabile de peste un deceniu, fac ca India să mențină controlul asupra tuturor celor 76 km ai ghețarului Siachen și ai afluenților lui, precum și asupra principalelor pasuri și înălțimi ale crestei Saltoro aflată imediat la vest de ghețar, inclusiv Sia La⁠(d), Bilafond La⁠(d), Gyong La⁠(d), Yarma La (6.100 m), și Chulung La⁠(d) (5.800 m). Pakistanul controlează văile glaciare aflate imediat la vest de creasta Saltoro. Conform revistei TIME, India a câștigat peste 3.000 m² de teritoriu în urma operațiunilor militare din Siachen din anii 1980. India a afirmat răspicat că nu își va retrage armata din Siachen până când nu se autentifică, delimitează și demarchează Linia de Poziții Efective din Teren⁠(d), lungă de 110 km.

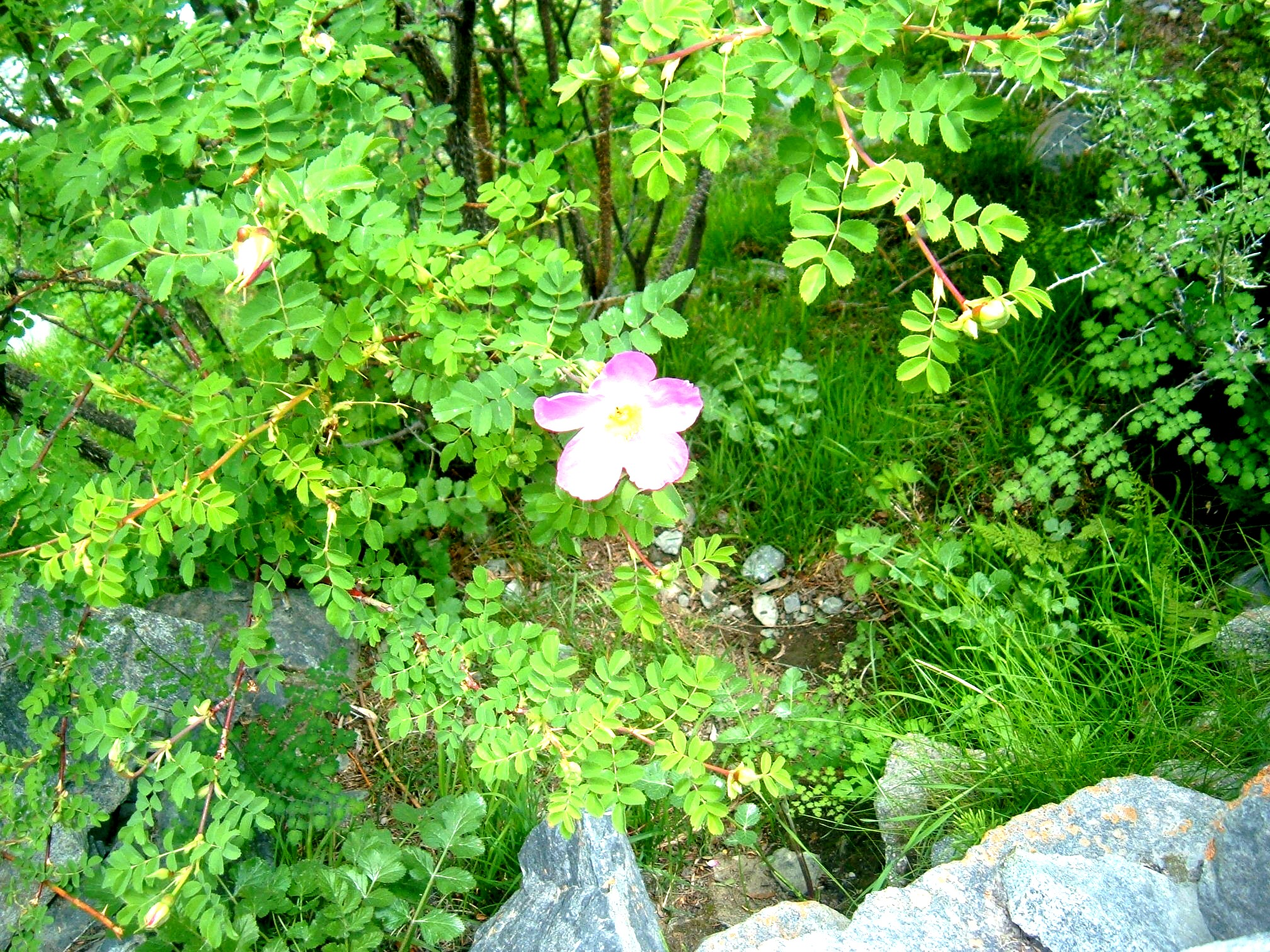
Plantă Sia în. cultivă această familie de trandafiri în casele lor ca ornament, iar scoarța sa este folosită în payo cha consumat în locul ceaiului verde în unele zone.

Acordul de la Karachi din 1949⁠(d) a delimitat cu atenție linia de separare doar până la punctul NJ9842⁠(d), de la care, conform acordului, linia de separare va continua „spre nord, până la ghețari”. Conform poziției indiene, dincolo de NJ9842, linia de separare ar trebui să continue aproximativ spre nord de-a lungul lanțului muntos Saltoro⁠(d), până la vest de ghețarul Siachen; liniile internaționale de delimitare care urmează lanțurile muntoase fac adesea acest lucru urmând cumpănele apelor cum ar fi cea a lanțului muntos Saltoro. Acordul de la Simla⁠(d) din 1972 nu a modificat Linia de control din 1949 în acest sector din nordul extrem.

## Drenaj

Din Ghețarul Siachen izvorăște râul Nubra, care mai în aval se varsă în râul Shyok.

Apele care se topesc din ghețar sunt principala sursă a râului Nubra⁠(d) din regiunea indiană Ladakh, care se varsă în râul Shyok. La rândul său, Shyokul se varsă în Indus, un fluviu lung de 3.000 km, care curge prin Pakistan. Astfel, ghețarul este o sursă majoră de apă a Indusului și alimentează cel mai mare sistem de irigații din lume.

## Probleme de mediu
Ghețarul era nelocuit înainte de 1984, dar prezența a mii de soldați de atunci a introdus poluare și a indus topirea ghețarului. Pentru a sprijini trupele, gheața a fost tăiată și topită cu substanțe chimice.
Depozitarea deșeurilor nebiodegradabile⁠(d) în cantități mari și utilizarea armelor și munițiilor au afectat considerabil ecosistemul regiunii.

### Retragerea ghețarilor
Rezultatele preliminare ale unui studiu realizat de Departamentul Meteorologic al Pakistanului⁠(d) în 2007 au arătat că ghețarul Siachen s-a retras în ultimii 30 de ani și se topește într-un ritm alarmant. Studiul imaginilor din satelit ale ghețarului a arătat că acesta se retrage cu o viteză de aproximativ 110 metri pe an și că dimensiunea ghețarului a scăzut cu aproape 35%. Într-o perioadă de unsprezece ani, ghețarul se retrăsese cu aproape 800 de metri, iar în șaptesprezece ani cu aproximativ 1700 de metri. Se preconizează că ghețarii din regiunea Siachen se vor reduce la aproximativ o cincime din dimensiunea lor din 2011 până în 2035. În perioada de douăzeci și nouă de ani 1929–1958, cu mult înainte de ocupația militară, retragerea ghețarilor fusese înregistrată cu un ritm de circa 914 metri. Unul dintre motivele ipotetice pentru recenta retragere a ghețarilor detonarea chimică, utilizată pentru construirea de tabere⁠(d) și posturi⁠(d). În 2001, India a amplasat conducte de petrol (lungi de aproximativ 250 de kilometri) în interiorul ghețarului pentru a furniza kerosen și combustibil de aeronave către avanposturi, pornind de la taberele de bază. Începând cu 2007, creșterea temperaturii în Siachen a fost estimată la 0,2 grade Celsius anual, provocând topirea ghețarului, avalanșe și crevase.

### Depozitarea deșeurilor
Deșeurile produse de trupele staționate acolo sunt deversate în crevasele ghețarului. Alpiniștii care au vizitat zona în timpul expedițiilor de alpinism au văzut cantități mari de gunoaie, cartușe goale, parașute etc. aruncate pe ghețar, care nici nu se descompun și nici nu pot fi arse din cauza condițiilor climatice extreme. Aproximativ 1.000 kg de deșeuri sunt produse și deversate zilnic în crevasele ghețarilor de către forțele indiene. S-a afirmat că armata indiană ar fi pregătit o campanie „Siachen verde, Siachen curat” pentru a transporta gunoiul de pe ghețar prin aer și pentru a utiliza biodigestoare⁠(d) pentru deșeurile biodegradabile în absența oxigenului și la temperaturi de îngheț. Aproape 40% din deșeurile rămase pe ghețar sunt plastic și metal, inclusiv toxine precum cobalt, cadmiu și crom, care în cele din urmă afectează apa râului Shyok (care se varsă în râul Indus lângă Skardu⁠(d)). Apa Indusului este folosită pentru băut și irigații. Oamenii de știință de la Institutul de Energie și Resurse⁠(d) efectuează cercetări pentru a găsi modalități de eliminare cu succes a deșeurilor generate la ghețar folosind mijloace științifice. Unii oameni de știință de la Organizația pentru Cercetare și Dezvoltare în Domeniul Apărării⁠(d), care au participat la o expediție în Antarctica, lucrează și ei la producerea unei bacterii care poate prospera în condiții meteorologice extreme și care poate fi utilă în descompunerea naturală a deșeurilor biodegradabile.

### Faună și floră
Flora și fauna regiunii Siachen sunt și ele afectate de importanta prezență militară. În regiune trăiesc specii rare, inclusiv leopardul de zăpadă, ursul brun și ibexul⁠(d), care sunt în pericol din cauza prezenței militare.

## Conflictul de frontieră
Regiunea ghețarului este cel mai înalt câmp de luptă de pe Pământ, unde Pakistanul și India se confruntă intermitent începând din aprilie 1984. Ambele țări mențin o prezență militară permanentă în regiune, la o altitudine de peste 6.000 m.
Atât India, cât și Pakistanul au dorit să se retragă din costisitoarele avanposturi militare. India a lansat Operațiunea Meghdoot⁠(d) pentru a ocupa ghețarul Siachen în 1984. Apoi, din cauza incursiunilor pakistaneze din timpul războiului din Kargil⁠(d) din 1999, India a abandonat planurile de retragere din Siachen, temându-se de alte incursiuni pakistaneze în cazul în care și-ar părăsi pozițiile de pe ghețarul Siachen.
Prim-ministrul Manmohan Singh a devenit primul prim-ministru indian⁠(d) care a vizitat zona, ocazie cu care a cerut o rezolvare pașnică a problemei. După aceea, actualul prim-ministru Narendra Modi a vizitat și el acest loc. Președintele Pakistanului,⁠(d) Asif Ali Zardari, a vizitat și el o zonă din apropierea ghețarului Siachen, numită Sectorul Gayari⁠(d), în 2012, împreună cu șeful armatei pakistaneze, generalul Ashfaq Parvez Kayani. Amândoi și-au arătat angajamentul de a rezolva conflictul din Siachen cât mai curând posibil. În anul precedent, președintele Indiei⁠(d), Abdul Kalam⁠(d), a devenit primul șef de stat care a vizitat zona.
Din septembrie 2007, India a permis un număr limitat de expediții de alpinism și drumeție în zonă. Primul grup a inclus cadeți de la Școala Militară Chail⁠(d), Academia Națională de Apărare⁠(d), Corpul Național de Cadeți⁠(d), Academia Militară Indiană⁠(d), Colegiul Militar Indian Rashtriya⁠(d) și membri ai familiilor ofițerilor forțelor armate. Aceste expediții sunt menite și să arate publicului internațional că trupele indiene dețin „aproape toate înălțimile dominante” de pe creasta Saltoro și că trupele pakistaneze nu sunt nicăieri în apropierea ghețarului Siachen. Ignorând protestele din partea Pakistanului, India susține că nu are nevoie de aprobarea nimănui pentru a trimite excursioniști în Siachen, pe un teritoriu pe care îl consideră practic al ei. În plus, Institutul de Alpinism al Armatei Indiene⁠(d) (AMI) își are sediul în regiune.

## Propunerea de Parc al Păcii

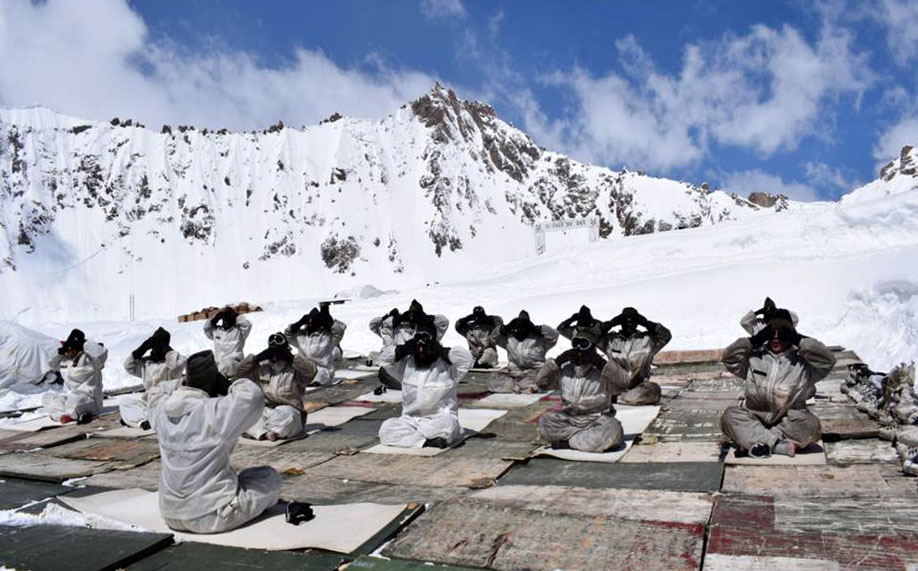
Soldați ai practicând yoga, cu ocazia celei de a treia, 2017, la Siachen, pe

Ideea declarării regiunii Siachen drept „Parc al Păcii” a fost prezentată de ecologiști și activiști pentru pace, în parte pentru a conserva ecosistemul regiunii grav afectate de prezența militară. În septembrie 2003, guvernele Indiei și Pakistanului au fost îndemnate de participanții la al cincilea Congres Mondial al Parcurilor, desfășurat la Durban, să înființeze un parc al păcii în regiunea Siachen pentru a restabili sistemul biologic natural și a proteja speciile ale căror vieți sunt în pericol. La conferință, ecologul italian Giuliano Tallone⁠(d) a declarat că viața ecologică este în grav pericol și a propus înființarea unui Parc al Păcii Siachen. După ce a fost lansată propunerea unui Parc transfrontalier al Păcii⁠(d), Federația Internațională de Alpinism și Escaladă (UIAA) și Uniunea Internațională pentru Conservarea Naturii (IUCN) au organizat o conferință la Geneva și au invitat alpiniști indieni și pakistanezi (Mandip Singh Soin⁠(d), Harish Kapadia⁠(d), Nazir Sabir⁠(d) și Sher Khan). Regiunea a fost nominalizată pentru includerea în Lista Patrimoniului Mondial a Națiunilor Unite ca parte a lanțului muntos Karakorum, dar această propunere a fost amânată de Comitetul Patrimoniului Mondial. Zonele de la est și vest de regiunea Siachen au fost deja declarate parcuri naționale: Rezervația Naturală Karakoram⁠(d) din India și Parcul Național Karakoram Central⁠(d) din Pakistan.
Laboratoarele Naționale Sandia⁠(d) au organizat conferințe la care au fost invitați experți militari și în ecologie din India și Pakistan, precum și din alte țări, să prezinte lucrări comune. Kent L. Biringer, cercetător la Centrul de Monitorizare Cooperativă al Laboratoarelor Sandia, a sugerat înființarea Centrului Științific Siachen, un centru de cercetare la mare altitudine, unde oamenii de știință și cercetătorii din ambele țări pot desfășura activități de cercetare legate de glaciologie, geologie, științe atmosferice și alte domenii conexe.

## În cultura populară
În filmul hollywoodian din 2018, Misiune: Imposibilă – Declinul, un agent scăpat de sub control plantează bombe nucleare la baza ghețarului Siachen. Scena a fost de fapt filmată în Preikestolen, Norvegia, întrucât guvernul indian a refuzat permisiunea de a filma în Kashmir.